# Tirsa
Tirsa és un gènere d'arnes de la família Crambidae. Conté només una espècie, Tirsa fiona, que es troba a la Polinèsia Francesa (Rapa Iti).
L'envergadura és de 24 a 28 mm. És una arna de color marró fosc amb taques de camuflatge fosc a tot el cos. També és conegut per les seves antenes llargues i estretes, que sovint s'estenen sobre el cap, més que no pas endavant.